# Apatura albatheia
Apatura albatheia är en fjärilsart som beskrevs av Ruggero Verity 1950. Apatura albatheia ingår i släktet Apatura och familjen praktfjärilar. Inga underarter finns listade i Catalogue of Life.